# Еймсвілл (Огайо)
Еймсвілл (англ. Amesville) — селище (англ. village) в США, в окрузі Афіни штату Огайо. Населення — 171 особа (2020).

## Географія
Еймсвілл розташований за координатами 39°24′5″ пн. ш. 81°57′18″ зх. д. / 39.40139° пн. ш. 81.95500° зх. д. (39.401487, -81.954957).  За даними Бюро перепису населення США в 2010 році селище мало площу 0,57 км², уся площа — суходіл.

## Демографія
Згідно з переписом 2010 року, у селищі мешкали 154 особи в 63 домогосподарствах у складі 38 родин. Густота населення становила 272 особи/км².  Було 70 помешкань (124/км²).
Расовий склад населення:
| - 88,3 % — білих - 4,5 % — азіатів - 3,2 % — чорних або афроамериканців - 0,6 % — корінних американців |

До двох чи більше рас належало 3,2 %. Частка іспаномовних становила 2,6 % від усіх жителів.
За віковим діапазоном населення розподілялося таким чином: 25,3 % — особи молодші 18 років, 60,4 % — особи у віці 18—64 років, 14,3 % — особи у віці 65 років та старші. Медіана віку мешканця становила 36,5 року. На 100 осіб жіночої статі у селищі припадало 94,9 чоловіків;  на 100 жінок у віці від 18 років та старших — 98,3 чоловіків також старших 18 років.
Середній дохід на одне домашнє господарство  становив 59 768 доларів США (медіана — 46 875), а середній дохід на одну сім'ю — 67 371 долар (медіана — 58 750). За межею бідності перебувало 13,0 % осіб, у тому числі 25,0 % дітей у віці до 18 років та 0,0 % осіб у віці 65 років та старших.
Цивільне працевлаштоване населення становило 52 особи. Основні галузі зайнятості: освіта, охорона здоров'я та соціальна допомога — 50,0 %, науковці, спеціалісти, менеджери — 9,6 %, мистецтво, розваги та відпочинок — 9,6 %.